# Francis Veber
Francis Veber (Neuilly-sur-Seine, 28 juli 1937) is een Frans filmregisseur, scenarist, producent en toneelschrijver.
Hij is vooral bekend als de auteur en regisseur van twaalf meestal erg succesrijke komische films waarvan er drie, La Chèvre (1981), Le Dîner de cons (1998) en Le Placard (2000), voorkomen op de lijst van de honderd grootste Franse filmsuccessen. Le Grand Blond avec une chaussure noire (1972), L'Emmerdeur (1973), La Cage aux folles (1978) en La Cage aux folles II (1980) zijn de bekendste voorbeelden van kaskrakers die hij niet regisseerde maar waarvoor hij het scenario schreef.

## Biografie en carrière

### Afkomst en opleiding
Veber is de zoon van de Frans-Joodse journalist Pierre-Gilles Veber en van de Frans-Armeense romanschrijfster Georgette Paul. Hij is de achterneef van toneelschrijver Tristan Bernard.
Vebers ouders moesten tijdens de oorlog met weinig zien rond te komen omdat hun schrijverscarrières niet rendeerden. Daarom spoorden ze hun zoon aan een studie te kiezen die naar een regelmatig inkomen zou leiden. Om zijn ouders niet te mishagen begon Veber geneeskunde te studeren, en vervolgens natuurwetenschappen aan de Faculté des sciences, maar hij staakte beide studies en koos via de weg van de journalistiek voor het schrijversbestaan.

### De eerste stappen als (scenario)schrijver
In 1964 huwde hij, en in datzelfde jaar schreef hij Petit Patapon, een muzikale komedie die weinig bijval oogstte. Toch hield hij vol en schreef diverse projecten voor televisieseries. Daarop besloot hij zijn geluk te beproeven in de toneelwereld met zijn stuk L'Enlèvement. Dit wekte aandacht van producent Bob Amon die het liet verfilmen als Appelez-moi Mathilde (1969), de enige filmregie van acteur Pierre Mondy. De film was een fiasco. Daarop besloot Veber de filmwereld even de rug toe te keren en een nieuw toneelstuk uit te werken: Le Contrat (1971) dat later aan de basis zou liggen van L'Emmerdeur (1973).
Veber schreef vervolgens het scenario voor Georges Lautners politiekomedie Il était une fois un flic (1972). Het succes van die film effende het pad voor zijn carrière als filmscenarist. Zo volgden er meerdere succesvolle samenwerkingen met Lautner, Yves Robert en vooral met Edouard Molinaro (L'Emmerdeur, Le Téléphone rose, La Cage aux folles, Cause toujours... tu m'intéresses! en La Cage aux folles II).

### Succesvolle doorbraak als filmregisseur
In 1976 debuteerde hij als regisseur met Le Jouet, een komedie met Pierre Richard, die hij had leren kennen op de set van Le Grand Blond avec une chaussure noire. De film was redelijk succesvol maar viel vanuit commercieel oogpunt wat tegen in vergelijking met de verfilming van zijn scenario's door anderen. Pas in 1981 volgde zijn tweede film, de komedie La Chèvre. Veber dacht hierbij aan de formule die van L'Emmerdeur zo'n groot succes gemaakt had: een tandem van twee acteurs van wie de een een ernstig en de ander een komisch en stuntelig personage vertolkte. Waar Jacques Brel in L'Emmerdeur Lino Ventura voortdurend voor de voeten liep, was het nu Pierre Richard die Gérard Depardieu grijze haren bezorgde. De film werd een enorm succes: hij stond dat jaar op de eerste plek. Veber maakte nog twee films met het duo Depardieu-Richard, de al even succesrijke komedies Les Compères (1983) en Les Fugitifs (1986).

### Kortstondig Amerikaans avontuur
Gesterkt door zijn succes vestigde Veber zich in Los Angeles waar hij voor Walt Disney Pictures als scriptdoctor ging werken en Three fugitives (1989) regisseerde, de Amerikaanse remake van Les Fugitifs. Hij hield er echter gemengde gevoelens aan over, net als aan Out on a limb (1992), zijn tweede Amerikaanse film.
Terug in Frankrijk scoorde hij eerst met de toneelversie van Le Dîner de cons (1993). Vijf jaar later behaalde hij met de filmversie Le Dîner de cons het grootste succes uit zijn carrière. Hoofdrolspeler Jacques Villeret werd bekroond met de César voor beste acteur en Veber zelf kreeg de César voor beste scenario.

### Tweede reeks filmsuccessen
Veber regisseerde Le Placard (2000), met Daniel Auteuil, Gérard Depardieu en Thierry Lhermitte. Ook opvolgers Tais-toi ! (2003), met Depardieu en Jean Reno, en La Doublure (2006) deden het zeer goed aan de kassa. In 2005 werd hij overgehaald om het verhaal van L'Emmerdeur opnieuw op de planken te brengen. Veber bracht een gemoderniseerde versie die hijzelf regisseerde en behaalde er een enorm succes mee. Ook Le Dîner de cons werd opnieuw in het theater opgevoerd. Gesterkt door de grote bijval besloot Veber zelf L'Emmerdeur opnieuw te verfilmen. Dit bleek geen goed idee; de remake onder dezelfde titel werd een commercieel fiasco.

## Toneel
- 1968 - L'Enlèvement (regie van Jacques Fabbri, Théâtre Édouard VII)
- 1969 - Le Contrat (regie van Pierre Mondy, Théâtre du Gymnase Marie Bell, in 2005 opnieuw opgevoerd, nu onder de titel L'Emmerdeur)
- 1993 - Le Dîner de cons (regie van Pierre Mondy, Théâtre des Variétés, opnieuw opgevoerd in 2009)
- 2012 - Cher trésor (eigen regie, Théâtre des Nouveautés)
- 2014 - Le Placard (eigen regie, Théâtre des Nouveautés)

## Filmografie

### Regisseur
- 1976 - Le Jouet
- 1981 - La Chèvre
- 1983 - Les Compères
- 1986 - Les Fugitifs
- 1989 - Three Fugitives (Les Trois Fugitifs)
- 1992 - Out on a limb (Sur la corde raide)
- 1996 - Le Jaguar
- 1998 - Le Dîner de cons
- 2000 - Le Placard
- 2002 - Tais-toi !
- 2006 - La Doublure
- 2008 - L'Emmerdeur

### Scenario- en dialoogschrijver
- alle door hem geregisseerde films behalve Out on a limb
- 1969 - Appelez-moi Mathilde (Pierre Mondy)
- 1972 - Il était une fois un flic (Georges Lautner)
- 1972 - Le Grand Blond avec une chaussure noire (Yves Robert)
- 1973 - La Valise (Georges Lautner)
- 1973 - L'Emmerdeur (Edouard Molinaro)
- 1973 - Le Magnifique (Philippe de Broca) (niet vermeld)
- 1974 - Le Retour du grand blond (Yves Robert)
- 1975 - Le Téléphone rose (Edouard Molinaro)
- 1975 - Adieu poulet (Pierre Granier-Deferre)
- 1975 - Peur sur la ville (Henri Verneuil)
- 1976 - On aura tout vu (Georges Lautner)
- 1978 - Coup de tête (Jean-Jacques Annaud)
- 1978 - La Cage aux folles (Edouard Molinaro)
- 1979 - Cause toujours... tu m'intéresses! (Edouard Molinaro)
- 1980 - La Cage aux folles II (Edouard Molinaro)
- 1980 - Sunday Lovers (sketchenfilm, episode La méthode française van Edouard Molinaro)
- 1982 - Partners (James Burrows)
- 1985 - Hold-up (Alexandre Arcady)
- 1994 - My Father, ce héros (Steve Miner)
- 1995 - Fantôme avec chauffeur (Gérard Oury)
- 1998 - Dead Letter Office (John Ruane)

### Remakes van zijn films
- 1981 - Buddy Buddy (Billy Wilder, remake van L'Emmerdeur)
- 1982 - The Toy (Richard Donner, remake van Le Jouet)
- 1985 - The Man with one red shoe (Stan Dragoti, remake van Le Grand blond avec une chaussure noire)
- 1989 - Three Fugitives (Francis Veber, remake van Les Fugitifs)
- 1991 - Pure Luck (Nadia Tass, remake van La Chèvre)
- 1996 - The Birdcage (Mike Nichols, remake van La cage aux folles)
- 1997 - Father's Day (Ivan Reitman, remake van Les Compères)
- 2010 - Dinner for Schmucks (The Dinner) (Jay Roach, remake van Le Dîner de cons)

## Prijzen en nominaties

### Prijzen
- 1999 - Le Dîner de cons : de Prix Lumières voor beste scenario
- 1999 - Le Dîner de cons : de César voor beste scenario
- 2009 - Prix Henri Jeanson
- 2012 - erePrix Lumières voor het geheel van zijn carrière

### Nominaties
- 1977 - Le Jouet : voor de César voor beste scenario
- 1984 - Les Compères : voor de César voor beste scenario
- 1987 - Les Fugitifs : voor de César voor beste scenario
- 1999 - Le Dîner de cons : voor de César voor beste film
- 1999 - Le Dîner de cons : voor de César voor beste regisseur